# Swiftsure (LV-83)
Swiftsure (LV-83), est un bateau-phare lancé en 1904 à Camden dans le New Jersey. Désarmé et déclaré monument historique national, il est amarré à Seattle dans l'État de Washington.

## Carrière
Il a effectué sa première station à Blunts Reef en Californie, où il a sauvé 150 personnes lorsque leur navire a échoué à cause d'un brouillard dense.  Anciennement connu sous le nom de Lightship No. 83, il a eu de nombreux autres noms sur ses flancs  indiquaient l'emplacement de son poste. Swiftsure fait référence à la Swiftsure Bank près de l'entrée du Détroit de Juan de Fuca, qui sépare L'État de Washington de l'île de Vancouver. Il a également guidé les navires près de Umatilla Reef à l'embouchure du fleuve Columbia. 
Swiftsure est l'un des plus anciens bateaux-phares des USA et le seul à avoir encore ses moteurs à vapeur d'origine. Ses aides à la navigation comprennent une première lumière de 1000 watts, une corne Diaphone de 140 décibels et une cloche de brume de 450 kg.

## Statut actuel
Le navire a été désarmé en 1960, et acheté par  Northwest Seaport (en)  en 1969. 

Il a été déclaré monument historique national en 1989, et il est inscrit sur le Registre national des lieux historiques de l'État de Washington. 

Il est amarré sur le lac Union à Seattle.